# Caillot-Duval
Cet article court présente un sujet plus développé dans : Pierre-Marie-Louis de Boisgelin de Kerdu et Alphonse-Toussaint-Joseph-André-Marie-Marseille de Fortia de Piles.
Pour les articles homonymes, voir Caillot et Duval.
Caillot-Duval est le pseudonyme collectif utilisé par Pierre-Marie-Louis de Boisgelin de Kerdu et Alphonse-Toussaint-Joseph-André-Marie-Marseille de Fortia de Piles pour signer les mystifications épistolaires qu'ils rédigent et envoient à partir de 1784, avant de les publier avec les réponses en 1795, sous le titre Correspondance philosophique de Caillot-Duval (en garnison à Nancy) rédigée d'après les pièces originales et publiée par une société de littérateurs lorrains.